# Regió de Grau

Situació de la Regió de Grau al Perú, 1989

La Regió Grau va ser una de les dotze regions peruanes que es van crear mitjançant la Primera iniciativa de Regionalització, entre els anys 1988 i 1992, durant el govern del President Alan García Pérez. Va ser integrada per les províncies dels actuals departaments de Piura i Tumbes.
La Regió Grau va ser dividida per la seva Assemblea Regional en tres subregions:
- Piura: comprenia les províncies de Morropón i Huancabamba.
- Luciano Castillo: amb les províncies de Sullana, Paita, Talés i Ayabaca.
- Tumbes: amb les províncies de Tumbes, Zarumilla i Contralmirante Villar.

cal esmentar que durant l'existència de la Regió Grau la Província de Sechura encara no estava creada. El primer president de la Regió Grau va ser el Doctor Luis Antonio Paredes Maceda, qui va ser assassinat en 1992.
L'11 d'abril de 1992, el govern del President Alberto Fujimori va dissoldre les Assemblees Regionals i els Consells Regionals i va crear a nivell nacional els Consells Transitoris d'Administració Regional (CTAR). Així desapareixerien les regions creades durant la primera iniciativa de regionalització.

## Bandera
La bandera regional era horitzontal, blanc sobre vermell.